# Нападение над флотилията за Газа
Нападението над флотилията за Газа е конфликт край бреговете на Ивицата Газа.
Започва в нощта на 30 срещу 31 май 2010 г., когато хуманитарен конвой от 6 кораба за Газа с активисти от „Флотилията на свободата за Газа“ е нападнат от израелски командоси в международни води. Целта на „флотилията на свободата“ е да достави хуманитарна помощ за поставената под блокада от Израел палестинска територия. На 3-те пътнически и 3-те товарни кораби са се намирали около 700 активисти от различни националности, превозващи около 10 хил. тона товари (лекарства, храни и строителни материали) за жителите на Ивицата Газа.

## Завръзка
През нощта на 30 срещу 31 май 2010 г. морският конвой е спрян от специални части (командоси) от военноморските сили на Израел в неутрални международни води в близост до границите на Израел с цел да бъде осуетено проникването в затворената военна зона около ивицата обявена от Израел. Капитанът на конвоя е бил приканен да приеме на борда на корабите „инспекционна група“ и да промени курса си към израелското пристанище Ашдод.

## Инцидентът
След подаване на сигнал, според официални израелски източници, „инспекционните групи“, състоящи се от въоръжени командоси, вземат на абордаж корабите от „флотилията на свободата“, като на кораба „Мави Мармара“ са били подложени на непровокирана атака от невъоръжените пасажери на кораба, използвали срещу тях подръчни материали като хладно оръжие, вследствие на което израелските командоси били принудени да открият огън при който са убити 9 пътници, а 7 израелски войници са ранени, като шестима от тях са приети в болница. На кораба плаващ под турски флаг е имало около 600 пътници. Според турски дипломат, четирима от убитите са турски граждани.
При появата на израелските командоси на палубата, активистите ги нападат с метални предмети след което командосите са били принудени да стрелят за да защитят живота си. В резултат на предизвикания инцидент, турския кораб „Мави Мармара“ е задържан, а пасажерите му са взети под охрана по пътя до израелското пристанище Ашдод.
Останалите кораби от „флотилията на свободата“ също са взети под охрана, но без инциденти, като са ескортирани до израелското пристанище Ашдод, след което отказалите доброволно да напуснат флотилията пасажери са арестувани. На 2 юни Израел обявява, че незабавно ще депортира всички 680 чуждестранни активисти, включително над 20 души, които Израел смятал да съди по обвинение, че са „нападнали израелски войници“ при операцията на израелските сили срещу хуманитарната флотилия за ивицата Газа.

## Свикване на Съвета за сигурност
Турция, под чийто флаг плават 3 от корабите в атакуваната от израелски командоси хуманитарна флотилия за сектора Газа, иска свикването на извънредно заседание на Съвета за сигурност на ООН за осъждане на действията на Израел.
Турският президент Абдула Гюл обявява, че страната му ще отзове посланика си в Израел, а вицепремиерът Бюлент Арънч допълва, че планираните по-късно тази година три съвместни военни учения с Израел ще бъдет отменени.
Израелският посланик в Анкара Габи Леви е извикан в турското Министерство на външните работи, за да даде обяснения, след което става ясно, че ще бъде обявен за „персона нон грата“.
След извънредно заседание, съветът за сигурност на ООН, иска безпристрастно разследване на нападението на израелски командоси срещу корабите, натоварени с хуманитарни помощи за ивицата Газа, при което са убити девет души. Членовете на съвета приканват Израел да снеме блокадата срещу палестинската територия.

След 12-часови разисквания Съветът одобрява декларация, представена от председателя на Съвета за месец юни – постоянния представител на Мексико в ООН Клод Елер. В декларацията се осъждат действията, довели до загуба на човешки живот и се изразява дълбоко съжаление от смъртта и раняването на хора по време на израелския щурм. В декларацията се казва, че 
| „ | Съветът за сигурност призовава за незабавно освобождаване на корабите, както и на цивилните граждани, задържани от Израел. Съветът призовава Израел да осигури пълен достъп на консулския персонал до задържаните, да позволи на засегнатите страни да репатрират незабавно техните загинали и ранени граждани и да гарантира доставката на хуманитарната помощ от конвоя до нейната крайна дестинация | “ |

.
Съветът за сигурност се придържа към призива на генералния секретар на ООН Бан Ки Мун за необходимостта от пълно, незабавно, безпристрастно, достоверно и прозрачно разследване в съответствие с международните критерии, изразявайки сериозното си безпокойство от хуманитарната обстановка в ивицата Газа и подчертавайки необходимостта от гарантирането на редовни доставки на храни и осигуряването на редовно движение на хора от и до ивицата. Съветът настоява да се осигури редовна хуманитарна помощ за палестинците от анклава, като за целта ООН приканва Израел да снеме блокадата срещу палестинската територия.
В края на документа, Съветът за сигурност подчертава, че единственото решение на израело-палестинския конфликт е договорено споразумение между всички страни в този конфликт. В документа се акцентира върху необходимостта от двудържавното решение на конфликта, което ще позволи съществуване на независима и жизнеспособна палестинска държава, която да живее в мир и сигурност с израелската страна.
Преди приемането на декларацията в индивидуални изказвания почти всичките 15 страни-членки осъждат израелския рейд. „Все по-ясно е, че израелските ограничения върху достъпа до Газа трябва да бъдат вдигнати в съответствие с резолюция 1860 на Съвета за сигурност. Сегашната блокада е неприемлива и непродуктивна“, заявява британския посланик в ООН Марк Лайъл Грант.
Франция, Русия и Китай също призовават за отмяна на блокадата и за провеждане на независимо разследване на инцидента, но традиционния израелски стратегически съюзник САЩ, успява да наложи в документа да се избегне израза „независимо разследване“, който би ограничил суверенитета на Израел според САЩ.

## Международни реакции

### Реакция на Турция
След инцидента най-остра е реакцията на Турция, предвид на това, че срещу нейна територия (борда на кораба плаващ под турски флаг е суверенна територия на Турция) е извършен въоръжен акт имащ характер на обявяване на война.

В обръщение към турската и международната общественост, произнесено в Меджлиса в Анкара, турският премиер Реджеп Ердоган обвинява Израел, че е извършил „кърваво клане“ и призовава еврейската държава незабавно да прекрати „нехуманната“ блокада на ивицата Газа. „Никой да не се опитва да поставя на изпитание нашето търпение“, предупреждава турският премиер, обещавайки Турция да защитава докрай хуманитарната кауза за вдигането на продължаващата 3 години блокада срещу палестинците в ивицата Газа. 
| „ | Ръцете на израелското правителство се оцапаха с кръв, за което ще заплатят твърде висока цена, заради своите неправомерни и антихуманни действия | “ |

, подчертавайки, че „нищо оттук нататък между двете страни не може да бъде постарому“. "Омръзна ни от лъжите на Израел, който се превърна за всички страни в региона в един „цирей“", заявява още Ердоган, искайки от международната общност, в лицето на ООН, НАТО, ОИК, Арабската лига, управляващите в Тел Авив на всяка цена да бъдат наказани като виновници за кървавата трагедия.
Речта на Ердоган е изтълкувана като „обявяване на война“, но не срещу Израел, а срещу крайно-дясното израелско правителство, тъй като към края на словото си той приканва израелският народ да спре варварството на своите управници.

Държавният секретар на САЩ Хилари Клинтън разговаря повече от два часа на 1 юни с турския външен министър Ахмет Давутоглу в опит да потуши конфликта между двата стратегически съюзника на САЩ в региона. След разговора Давитоглу завява, че 
| „ | някои от съюзниците ни не са готови да осъдят израелските действия. Очакваме пълна солидарност с нас. Това не трябва да е избор между Турция и Израел, а избор между правилно и погрешно | “ |

.

В специално изявление-декларация по повод инцидента на турското външно министерство се казва, че 
| „ | „грубото погазване на принципите на международното право“ може да има „непоправими последствия“ за двустранните отношения между Турция и Израел. Израел ще трябва да се примири с последствията от недопустимите си действия. Израел още веднъж ясно показа, че взимайки на прицел невинни цивилни, ни най-малко не уважава човешкия живот и мирните инициативи. Остро осъждаме тези нехуманни действия на израелската страна | “ |

.

### Реакция на Палестина
Палестинският президент Махмуд Абас определя като „клане“ смъртоносното израелско нападение над флотилия, транспортираща помощ за ивицата Газа, при което са загинали най-малко десет души. „Определяме това като клане и го осъждаме“, заявяват от офиса на Абас. Махмуд Абас нарича „държавен тероризъм“ израелската атака срещу флотилията с хуманитарна помощ за Газа. Той осъжда израелското нападение, като кани арабските страни и цялата световна общност да разработят единна позиция и да подкрепят отмяната на международната блокада и ембаргото върху крайбрежния анклав. Същевременно Абас настоява за международно разследване на инцидента под егидата на Съвета за сигурност на ООН.

### Реакция на Ватикана
В работен документ на Ватикана се посочва, че израелската окупация над палестинските територии е политическа несправедливост. Ватикана заявява, че ще оповести публично окончателния текст на документа за синода за Близкия изток, който ще се проведе от 10 до 24 октомври 2010 г. във Ватикана, на 6 юни 2010 г. по време на пътуването на папа Бенедикт XVI в Кипър.

### Реакция на България
Министър-председателят Бойко Борисов заявява пред журналисти по повод на инцидента с хуманитарния конвой в ивицата Газа, че „винаги сме осъждали всяко насилие“, след което изказва съболезнования за убитите. Официалната българска позиция гласи, че тя е същата като на ЕС и НАТО – за бързо разследване на този инцидент.

### Реакция на ЕС и други
ЕС иска от израелските власти „пълно разследване“ на кървавото посегателство срещу хуманитарния конвой. „За ЕС израелската политика за блокада на сектора Газа е неприемлива и контрапродуктивна“, заявява върховният представител на ЕС за външната политика Катрин Аштън, която призовава за незабавно снемане на блокадата. ЕС иска незабавно, пълно и безусловно отваряне на сектора Газа за международна хуманитарна помощ и осигуряване на възможност за безпрепятственото движение на стоки и хора от и за сектора.
”Шокиран съм от информацията за убити и ранени на корабите, превозващи хуманитарни помощи за ивицата Газа. Осъждам насилието“, заявява генералният секретар на ООН Бан Ки Мун, като настоява Израел да проведе пълно разследване на случилото се.
Генералният секретар на Арабската лига Амр Муса иска свикване на извънредно заседание на 1 юни в централата на организацията в Кайро, във връзка със задържането на международната флотилия с хуманитарна помощ за ивицата Газа от израелските военноморски сили. „Арабската лига призовава международната общност да предприеме спешни мерки за сдържане на тази държава, която използва тероризъм и пиратство, сее напрежение в Близкия изток и Средиземноморието“, се казва в изявление на Муса.
Испания, която е ротационен председател на ЕС, привиква във външното си министерство посланика на Израел за да даде обяснения за нападението срещу плаващ за Газа морски хуманитарен конвой. Испания е подкрепена от Швеция, която прибягва до същата стъпка.
| „ | Силно шокиран съм от трагичните последствия от израелската военна операция срещу цивилна флотилия, плаваща към Газа. Нищо не може да оправдае подобна употреба на насилие, което ние осъждаме. Не разбираме жертвите от операция срещу хуманитарна инициатива, за която се знае от дни | “ |

 заявява френският външен министър Бернар Кушнер.
Ирландският външен министър Майкъл Мартин отбелязва от своя страна, че израелските действия представляват „абсолютно неприемлива реакция“.
Иранският президент Махмуд Ахмадинеджад заявява, че израелската операция срещу конвой, транспортиращ помощи за Газа, е „безчовечен акт“, който „приближава Израел към неговия край“.